# Iwakuni
Iwakuni (岩国市, Iwakuni-shi) és una ciutat de la prefectura de Yamaguchi, al Japó.
El 2015 tenia una població estimada de 139.671 habitants i una densitat de població de 159 habitants per km². Té una àrea total de 873,72 km².
Els kanjis que formen són "iwa" (岩, roca) i "kuni" (国, país).

## Geografia
Iwakuni està situada a l'est de la prefectura de Yamaguchi, al nord de la ciutat de Yanai, i de cara al mar d'Aki-nada del mar interior de Seto. Gran part de l'àrea de la ciutat és forestal. Les zones urbanes es troben a la costa i al llarg de la línia de tren Gantoku i del riu Nishiki, que creuen la ciutat de nord a sud i d'oest a est, respectivament.

## Història
Iwakuni fou antigament una ciutat castell del han d'Iwakuni. Aquest han fou governat pel clan Kikkawa durant el període Edo.
La ciutat d'Iwakuni fou fundada l'1 d'abril de 1940, i el 20 de març de 2006 annexà els pobles de Kuga, Mikawa, Miwa, Nishiki, Shūtō i Yū, i les viles de Hongō (tots del districte de Kuga) i s'expandí fins a comprendre l'àrea de l'actual Iwakuni.

## Agermanaments
- Tottori, Tottori, Japó
- Jundiaí, Brasil
- Taicang, Xina
- Everett (Washington), EUA